# Pasión de sábado
Pasión de Sábado (también conocido como Pasión) es un programa de música tropical argentino conducido por Marcela Baños, que comenzó a emitirse en el año 1989 con el nombre Sábados musicales por la emisora Canal 13, hasta que en 1991 se mudó definitivamente a América TV. El programa se destaca por la presentación de los mejores grupos de la movida tropical.

## Historia
El programa creado por Marcelo Serantoni y Roberto Fontana, hizo su primera emisión en 1989 por Canal 13, con sus conductores Daniel Guerrero y Alicia Gorbato. Desde 1991, el programa se emite por América TV. Más tarde pasaron a ser producidos por los hijos del creador, Adrián y Pablo Serantoni y los presentadores fueron La Tota Santillán y Hernán Caire.Desde allí el programa se realizó todos los sábados a partir de las 12:00 del mediodía (-3 UTC), volviéndose así un clásico en la televisión en Argentina.

### Presentadores del programa
Entre muchas figuras públicas, los presentadores del programa fueron: su primer programa fue conducido por única vez por el polémico presentador Mario Pergolini, luego pasaron Carlos Mazza, Sandra Smith, Fito Cassini, Yuyito González, Diana María, Miguel Ángel D'Osasco, La Tota Santillán, Hernán Caire, Marcela Baños, Jorge Rossi, Raúl Urtizberea, Beto César, Beatriz Salomón, Paolo el Rockero, Carmen Barbieri, Santiago Bal, Cristian Urrizaga y Lisandro Carret.

### Artistas y bandas en el programa
A lo largo de los años, se presentaron artistas y bandas como Bryant Myers, Karol G, Ozuna, Cacho Castaña, Tormenta, Nicola Di Bari, La Sonora Dinamita, Marco Antonio Solís, Damas Gratis, Los Palmeras, Pibes Chorros, Leo Mattioli, Rodrigo Tapari, Karina "La Princesita", Chili Fernández, Román el Original, Sebastián Mendoza, La Repandilla, Mario Luis, El Polaco, Gladys, la Bomba Tucumana, Mala Fama, Rocío Quiroz, Brian Lanzelotta, Ángela Leiva, Amar Azul, Rodrigo "El Potro", Walter Olmos, La K'onga, Tambo Tambo, Koli Arce, Johana Rodríguez y Ráfaga, entre muchos otros.

### Bailarinas
En la presentación de los artistas los camarógrafos ponchaban las diminutas minifaldas de las bailarinas del programa. Entre ellas se destacaron Miriam Colombatti, Verónica Silqueiro, Samanta Bordás, Tere Candelejos, entre otras. Por lesiones de algunas de ellas había bailarinas suplentes que en oportunidades han tomado popularidad cómo fueron Adabel Guerrero, Julia Agastizabal, Noelia Soria, Clarisa Beltramo, Mecha Florentin. Ya en finales de los 90s entrando a los 2000 donde el programa tuvo su época de oro y auje las bailarinas que se destacaban son Gabriela Mandato (Coreógrafa y Bailarina Principal) Evangelina Anderson (Bajo su apellido real: Paterno) y las recordadas Celeste Vázquez , Analia Villacierbos, Liliana Contreras, Vanina Zenobi y María Laura Cerillo (ex del Bicho Gómez) siendo este último el plantel de Bailarinas más recordado por los fans del programa y plantel más duradero (1997-2005)
Desde 2015, el casting se ha renovado y las nuevas personalidades que se lucieron en el programa son Cristina Encina, Johanna Ángulo, Johanna Behnke, Natalia Araujo, Florencia Bruckner, Lara Vega, Nicole Vega, Camila Buttner, Gabriela Bogado, Ayelén Suárez, Melody Toscano, Stefanía Cantone, Melissa Maccedoni, Araceli Martinez Tudisca, Gabriela Díaz, Yarlyn Fernández, Giovanna Fernández, Fabiana Rodríguez, Fernanda Toro, Sol Sabella Rosa, Melody Bareiro y Paola Ahlam.

## Cronología
- 1989-1992: Sábados musicales
- 1993-1994: Sábados de todos
- 1994-1995: Estudio Abierto
- 1995-1996: Sábados musicales
- 1996-1997: Hoy sábado
- 1997-1999: A pleno sábado
- 1999-2002: Siempre sábado
- 2003-presente: Pasión de sábado

## Premios y nominaciones
| Año                | Fecha de la ceremonia   | Categoría        | Nominados        | Resultado |
| ------------------ | ----------------------- | ---------------- | ---------------- | --------- |
| Martín Fierro 2014 | 14 de junio de 2015     | Programa musical | Pasión de Sábado | Nominado  |
| Martín Fierro 2015 | 15 de mayo de 2016      | Programa musical | Pasión de Sábado | Nominado  |
| Martín Fierro 2017 | 3 de junio de 2018      | Programa musical | Pasión de Sábado | Ganador   |
| Martín Fierro 2018 | 9 de junio de 2019      | Programa musical | Pasión de Sábado | Nominado  |
| Martín Fierro 2021 | 15 de mayo de 2022      | Programa musical | Pasión de Sábado | Nominado  |
| Martín Fierro 2022 | 9 de julio de 2023      | Programa musical | Pasión de Sábado | Nominado  |
| Martín Fierro 2023 | 9 de septiembre de 2024 | Programa musical | Pasión de Sábado | Nominado  |